# جون هاند (لاعب كرة قدم أمريكية)
جون هاند (بالإنجليزية: Jon Hand)‏ هو لاعب كرة قدم أمريكية أمريكي، ولد في 13 نوفمبر 1963 في سيلاكاوغا في الولايات المتحدة.

## وصلات خارجية
- جون هاند على موقع مرجع كرة القدم المحترفة.كوم (الإنجليزية)